# مورباد هایباخ
مورباد هایباخ (به آلمانی: Moorbad Harbach) یک منطقهٔ مسکونی در اتریش است که در ناحیه گموند واقع شده‌است. مورباد هایباخ ۷۰۳ نفر جمعیت دارد.